# Kaka (peuple)
Pour les articles homonymes, voir Kaka.

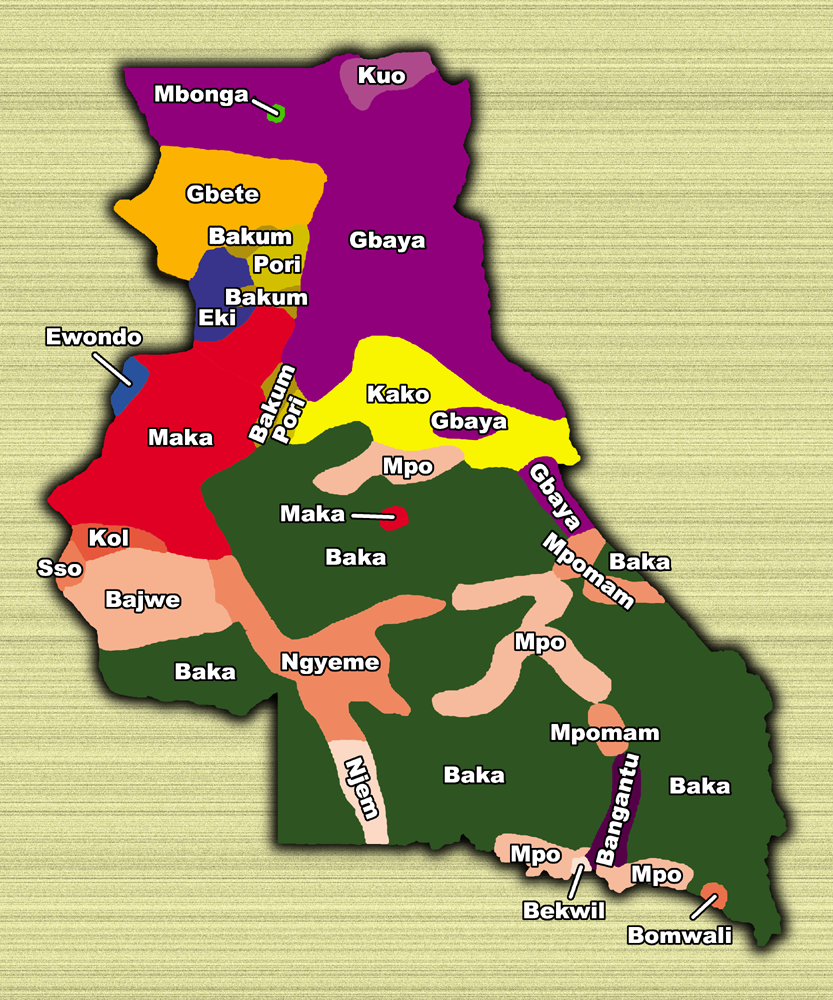
Populations de l'Est

Les Kaka sont une population du Cameroun vivant dans la région de l'Est et le département de la Kadey, notamment dans les arrondissements (commune) de Batouri, Mbang, Ndelele et Nguelebok. Certains vivent aussi de l'autre côté de la frontière, en République centrafricaine. Ils font partie du groupe des Gbaya.

## Langue
Ils parlent le kaka, un dialecte du kako, une langue bantoue, dont le nombre total de locuteurs était estimé à environ 120 000[réf. incomplète].